# Władimir Abolencew
Władimir Aleksandrowicz Abolencew, ros. Владимир Александрович Аболенцев (ur. 24 stycznia 1927 we wsi Fursowo w obwodzie tulskim zm. 25 lutego 2012 w Moskwie) – radziecki działacz państwowy, prawnik.

## Życiorys
Był członkiem WKP(b), w latach 1944–1947 służył w Armii Czerwonej/Armii Radzieckiej. W 1957 ukończył Wszechzwiązkowy Zaoczny Uniwersytet Prawa, później był słuchaczem Wyższej Szkoły Partyjnej przy KC KPZR. Od 1948 pracował w organach prokuratury, od 6 lipca 1963 do 1969 był prokuratorem Obwodu Tulskiego, 1969–1976 był instruktorem Wydziału Organów Administracyjnych KC KPZR. Od 1969 w aparacie Prokuratury Generalnej ZSRR, w latach 1976-1980 szef Oddziału Prokuratury Generalnej ZSRR, 1980–1983 był zastępcą Prokuratora Generalnego ZSRR. W latach 1983–1988 był zastępcą kierującego Wydziałem Administracyjnym CK KPZR, a od 5 kwietnia 1988 do 14 lipca 1990 był ministrem sprawiedliwości RFSRR .

## Odznaczenia
- Order Rewolucji Październikowej
- Order Czerwonego Sztandaru Pracy (dwukrotnie)
- Order Wojny Ojczyźnianej II klasy
- Order „Znak Honoru”
- Order Przyjaźni Narodów
- Odznaka „Zasłużony Prawnik RFSRR”